# Tetragnatha restricta
Tetragnatha restricta là một loài nhện trong họ Tetragnathidae.
Loài này thuộc chi Tetragnatha. Tetragnatha restricta được Eugène Simon miêu tả năm 1900.